# الحياة البرية في الصحراء الغربية

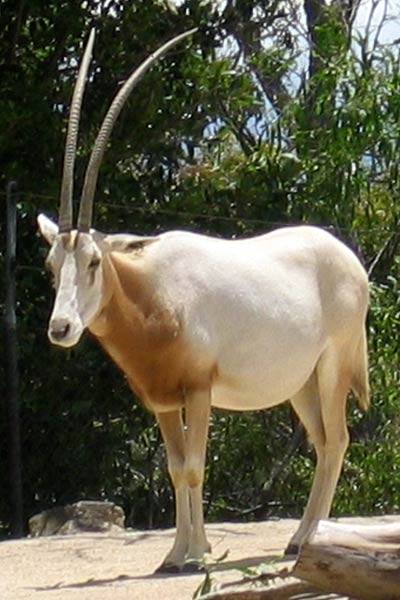
المها السيفي الذي يعيش في الصحراء الغربية

تتميز الحياة البرية في الصحراء الغربية بثرائها وتنوعها، إذ يعيش في منطقة الصحراء الغربية حوالي 40 نوعًا من الثدييات و207 أنواع من الطيور.

## الحيوانات

### الثدييات
هناك 40 نوعًا من أنواع الثدييات مُسجلة لدى الاتحاد الدولي لحفظ الطبيعة في منطقة الصحراء الغربية، من بينها ثلاثة أنواع مهددة بالانقراض بشدة، إلى جانب نوع واحد مهدد بالانقراض، وخمسة أنواع معرضة لخطر الانقراض، بالإضافة إلى نوع واحد على وشك الانقراض، كما أن أحد الأنواع المدرجة في الصحراء الغربية لم يعد موجودًا في البرية.

### الطيور
تضم منطقة الصحراء الغربية نحو 357 نوعًا من الطيور مُسجلًا لدى الاتحاد الدولي للطيور، من بينها 207 نوعًا شائعًا يعيش في الصحراء الغربية، ونحو 150 نوع نادرًا ما يتواجد في منطقة الصحراء الغربية. يُعتبر النعام الشائع أحد أنواع النعام المُنتشرة التي يسهل العثور عليها في بيئة الصحراء الغربية إلى جانب بعض أنواع الإوز والبط والشهرمان مثل الشرشير الصيفي، والشهرمان الأحمر، والكيش الشمالي، والحذف الشتوي، بينما نادرًا ما تتواجد في بيئة الصحراء الغربية أنواعًا مثل الإوز الأربد، والإوز أبيض الجبهة، والإوز الأسود والبط الرئاسي والبط أبو خصلة والبط الإسكوبي.